# 加納鎮區 (愛荷華州波特瓦特米縣)
加納鎮區（英語：Garner Township）是位於美國愛荷華州波特瓦特米縣的一個行政鎮區。

## 地方資料
根據2010年美國人口普查的數據，加納鎮區的面積為73.65平方千米，當中陸地面積為73.22平方千米，而水域面積為0.43平方千米。當地共有人口7222人，而人口密度為每平方千米98.06人。